# Saint-Christophe (Vienne)
Saint-Christophe is een gemeente in het Franse departement Vienne (regio Nouvelle-Aquitaine) en telt 303 inwoners (1999). De plaats maakt deel uit van het arrondissement Châtellerault.

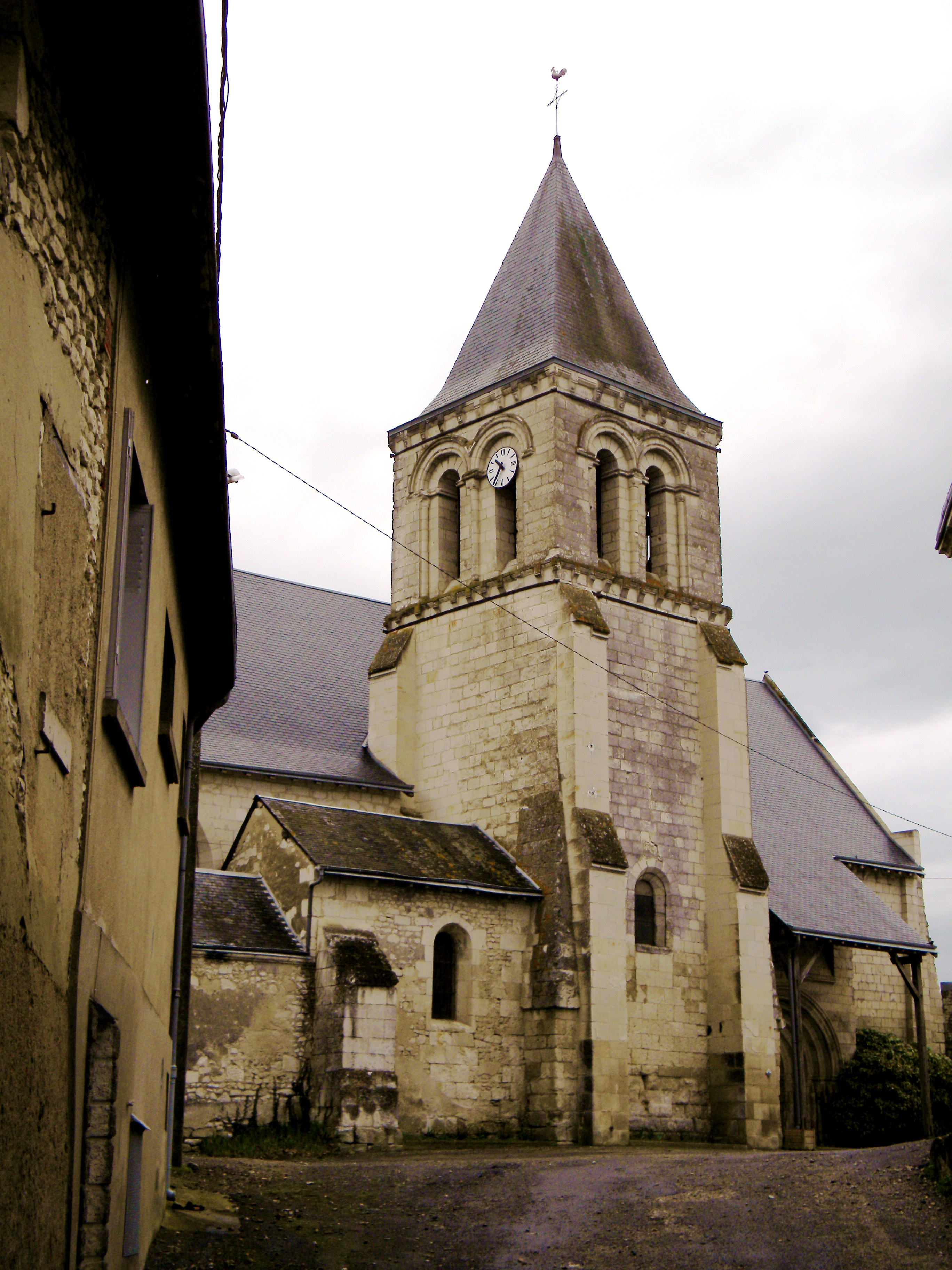
Kerk van Saint-Christophe

## Geografie
De oppervlakte van Saint-Christophe bedraagt 15,3 km², de bevolkingsdichtheid is 19,8 inwoners per km².
De onderstaande kaart toont de ligging van Saint-Christophe (Vienne) met de belangrijkste infrastructuur en aangrenzende gemeenten.

## Demografie
Onderstaande figuur toont het verloop van het inwonertal (bron: INSEE-tellingen).